# Älgsjön (Floda socken, Södermanland)
Älgsjön är en sjö i Katrineholms kommun i Södermanland och ingår i Nyköpingsåns huvudavrinningsområde. Sjön är 7 meter djup, har en yta på 0,358 kvadratkilometer och befinner sig 49,5 meter över havet. Vid provfiske har bland annat abborre, gers, gädda och mört fångats i sjön.

## Delavrinningsområde
Älgsjön ingår i det delavrinningsområde (655199-153276) som SMHI kallar för Utloppet av Kyrksjön. Medelhöjden är 49 meter över havet och ytan är 13,08 kvadratkilometer. Räknas de 5 avrinningsområdena uppströms in blir den ackumulerade arean 106,77 kvadratkilometer. Ramstaån (Flodaån) som avvattnar avrinningsområdet har biflödesordning 4, vilket innebär att vattnet flödar genom totalt 4 vattendrag innan det når havet efter 71 kilometer. Avrinningsområdet består mestadels av skog (52 procent) och jordbruk (28 procent). Avrinningsområdet har 1,14 kvadratkilometer vattenytor vilket ger det en sjöprocent på 6,3 procent.

## Fisk
Vid provfiske har följande fisk fångats i sjön:
- Abborre
- Gärs
- Gädda
- Mört
- Sarv
- Sutare